# Torre de Sande

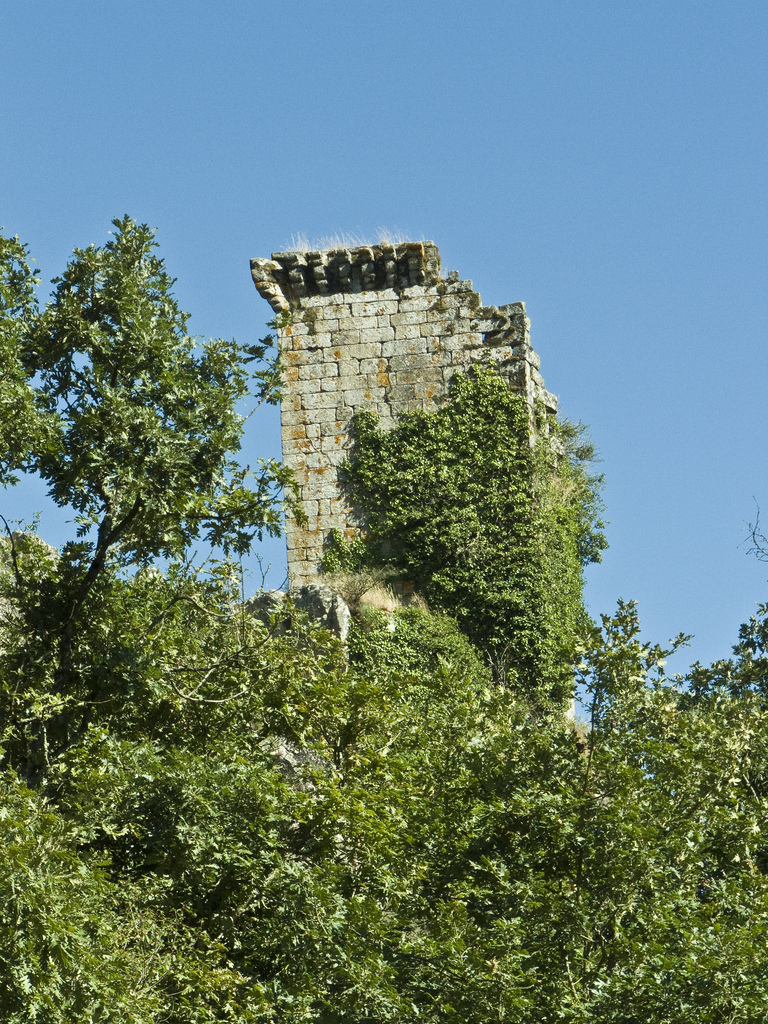
Torre de Sande, Espanha

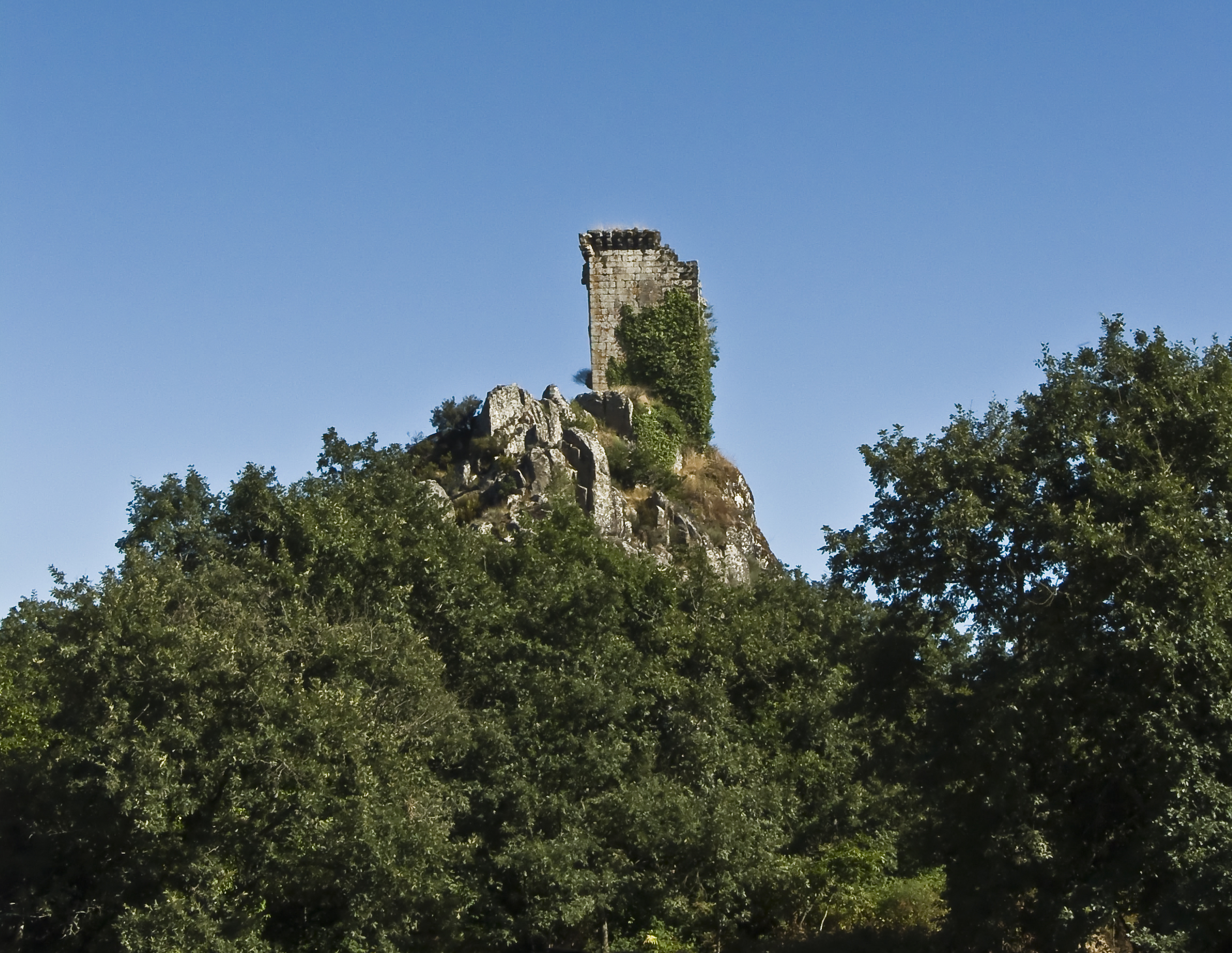
Torre de Sande, Espanha

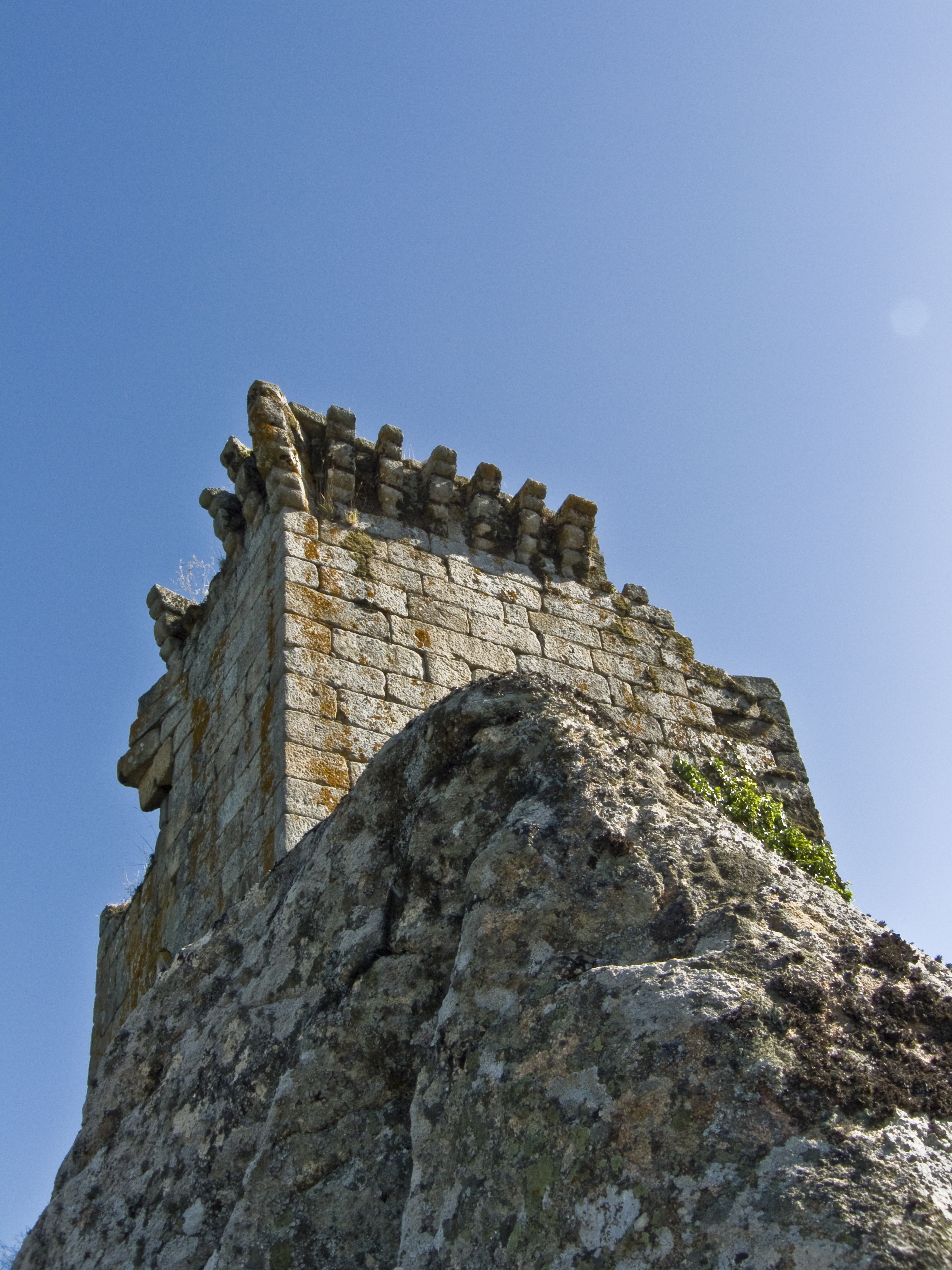
Torre de Sande, Espanha

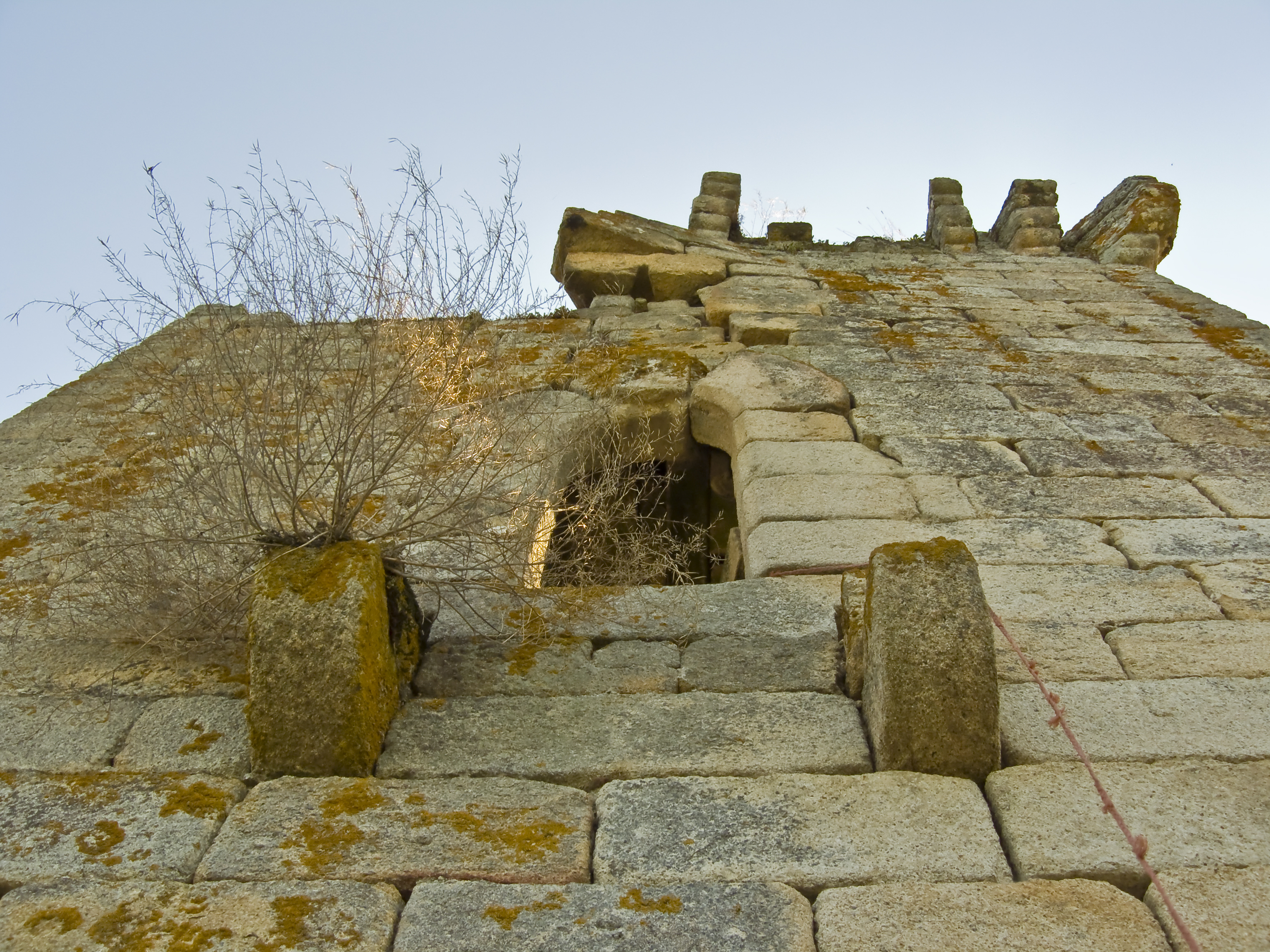
Torre de Sande, Espanha: portada de aceso.

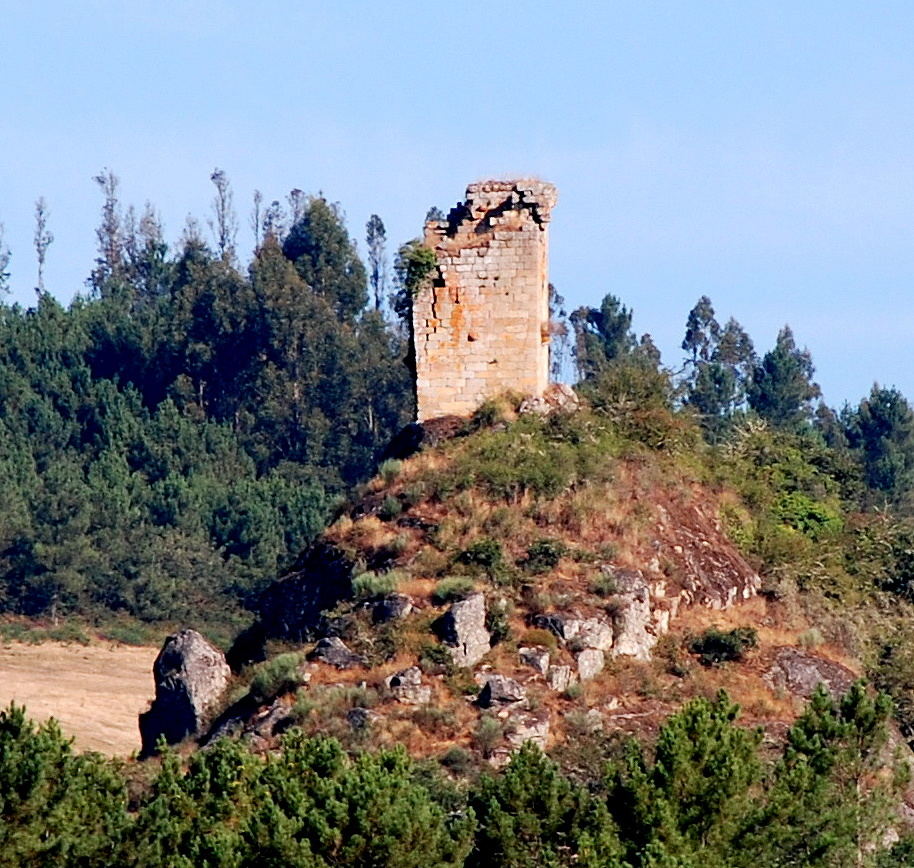
Torre de Sande, vista da colina onde se ergue

A torre de Sande, ou fortaleza de Sande, é uma fortificação medieval situada na paróquia de São Salvador de Sande, no concelho auriense de Cartelle, na Comunidade Autônoma da Galiza, (Espanha).
Empraza-se sobre um solitário rochedo, a 506 metros de altitude, desde o qual domina os férteis vales que a rodeiam, a terra entre os rios Minho e o rio Arnoia, num cume desde o que se domina a totalidade do vale de Sande. Levanta-se sobre um alto “cabeço” de 506 metros de altitude. No lugar que ocupa destaca-se visualmente de jeito ostensível sobre o entorno, apesar de estar completamente rodeado de grande quantidade de carvalhos e outras árvores.
A verticalidade das ladeiras que conduzem à colina faz que o cume só seja acessível pelo lado de poente.
Desde o seu privilegiado local servia ao mesmo tempo como centro de controlo da riqueza agropecuária da veiga bem como ponto de domínio de uma confluência de várias vias de comunicação de obrigado passo, configurando-se deste jeito num importante lugar de controlo do território.
Conta uma cantiga tradicional: “Castelo de Sande, pernas de avión, cuantas terras vexo, todas miñas son”.

## História
Da história deste castelo sabe-se que, em 1141, o rei Afonso VII de Leão e Castela e a rainha Berengária de Barcelona doaram a torre aos abades do Mosteiro de San Salvador de Celanova, que possuíram desde então o título de marqueses da Torre de Sande.
| “ | "...illud castellum de Sandi cum omni sua hereditate et sua voce et caritello quem habet inter Minium et Arnoium fluuis, qui ex utraque parte illus castelli discurrunt" | ” |

A sua historia está moi em contacto coas terras ao outro lado do rio Arnoia.
Os confrontos entre os abades e os descendentes dos Sande tiveram o seu momento de maior virulência quando, numa das brigas, Nunho de Sande matou o abade de Celanova,  provocando o castigo real de que o castelo e fazenda dos de Sande passassem a fazer parte do patrimônio do mosteiro.
O castelo também foi palco das lutas entre Fernando II de Leão e o primeiro rei português, Afonso Henriques, em 1165, durante as cuais o monarca luso se apoderou da fortaleza. Os galegos sitiaram o exercito e, segundo a lenda com a ajuda de São Rosendo recuperaram a praça forte.

Em 1218 castelo e terras voltaram a mas do rei. Nesta data o casteleiro real dos castelos de Sande e Santa Cruz foi demandado pelo mosteiro de Celanova ante Afonso IX de Leão. Na sua sentença o monarca priva ao casteleiro a entrar nos coutos do mosteiro próximos ao castelo: 
| “ | "...quod maiordomus de regalengo non debet ponerse caritellum nec incautare aliquem in Montibus nisi Anfeoz" | ” |

Consta documentalmente que no século XIV era dono da Torre, e das terras das atuais paróquias de Lovios, Gendive e Milmada, Payo Rodríguez de Arauyo (Araujo) que serviu ao rei João I de Castela. Em 1380 a terra de Sande junto ao couto de Arnoia esteve usurpado por D. Alvar Rodríguez de Limia:
| “ | "...que tenendes en encomienda contra su boluntad toda tierra de Sande, que es del dicho monesterio del qual dicho tierra dixo que levades pan et vino et serviçios et todos los otros derechos que pertenecen al dicho monesterio" | ” |

A princípios do século XV, em 1430, o rei João II de Castela ordenou restituir o castelo de Sande ao mosteiro de Celanova, a pesares de que fosse o próprio rei o que nomeara ao casteleiro que possuía o castelo nesse momento.
Durante a Grande Revolta Irmandinha consta documentalmente que os campesinhos de Sande mandaram procuradores e cartas com demandas a Junta de Medina, pelos abusos cometidos desde a fortificação.
A torre foi declarada de Interesse Turístico Nacional em 1949. Encontra-se sob a proteção da Declaração genérica do Decreto de 22 de Abril de 1949, e da Lei n° 16/1985 sobre o Patrimônio Histórico Espanhol.

## Características
Trata-se de um castelo roqueiro do qual em nossos dias só se conserva em deficiente estado a torre de menagem, construída com perpianhos de granito muito bem trabalhados. É de planta retangular de 6,4 metros por 5,8 metros e conserva 13 metros de altura.
Possivelmente tratasse dunha construção de estilo Gótico tardio, do século XIV, do que se deduze do seu almofado e do arco de volta perfeita da porta.
A superfície superior na qual se levanta a torre é uma afloração de penedos de forma alongada e estreita em direção Norte – Sul, com cerca de 55 metros de comprimento e não mais de 7 metros de comprimento, e disposto em terraços de diferentes alturas, fazendo que a circulação sobre o cume seja muito dificultosa.
A torre levanta-se com bons perpianhos graníticos assentados diretamente sobre os proeminentes penedos.
Na parte superior conserva uma pequena pedra de armas da linhagem dos Sande. A porta de acesso abre-se a altura do primeiro andar, a uns 3 metros e meio do chão e orientada para Leste. Sob esta porta conservam-se duas mísulas e vários signos lapidários e marcas de canteiro.
A torre é coroada por um ameado beiril, do qual só se conservam algumas mísulas. Consta de vários andares, um deles abobadado.